# Sutera

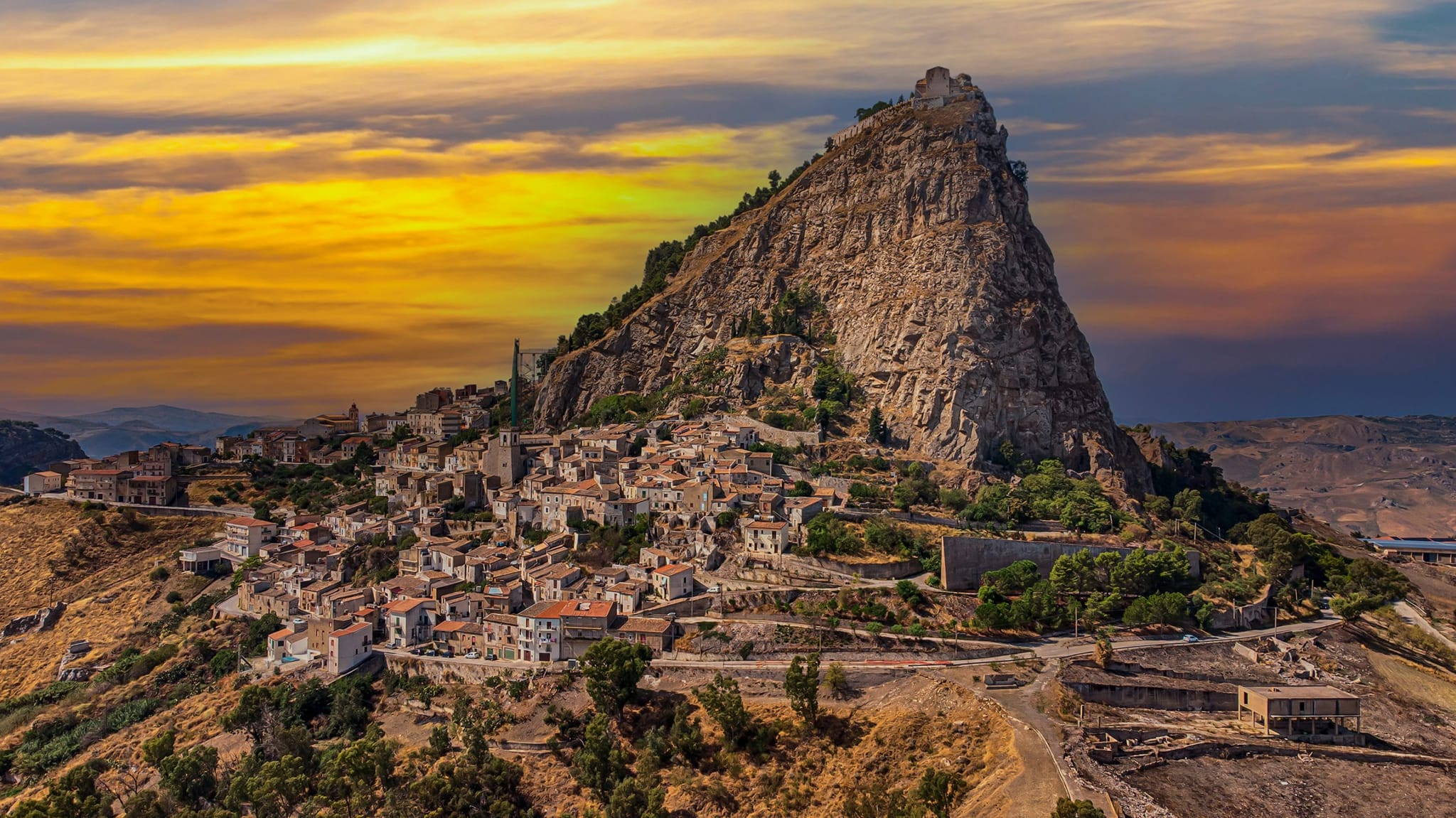
Coucher de soleil à Sutera.

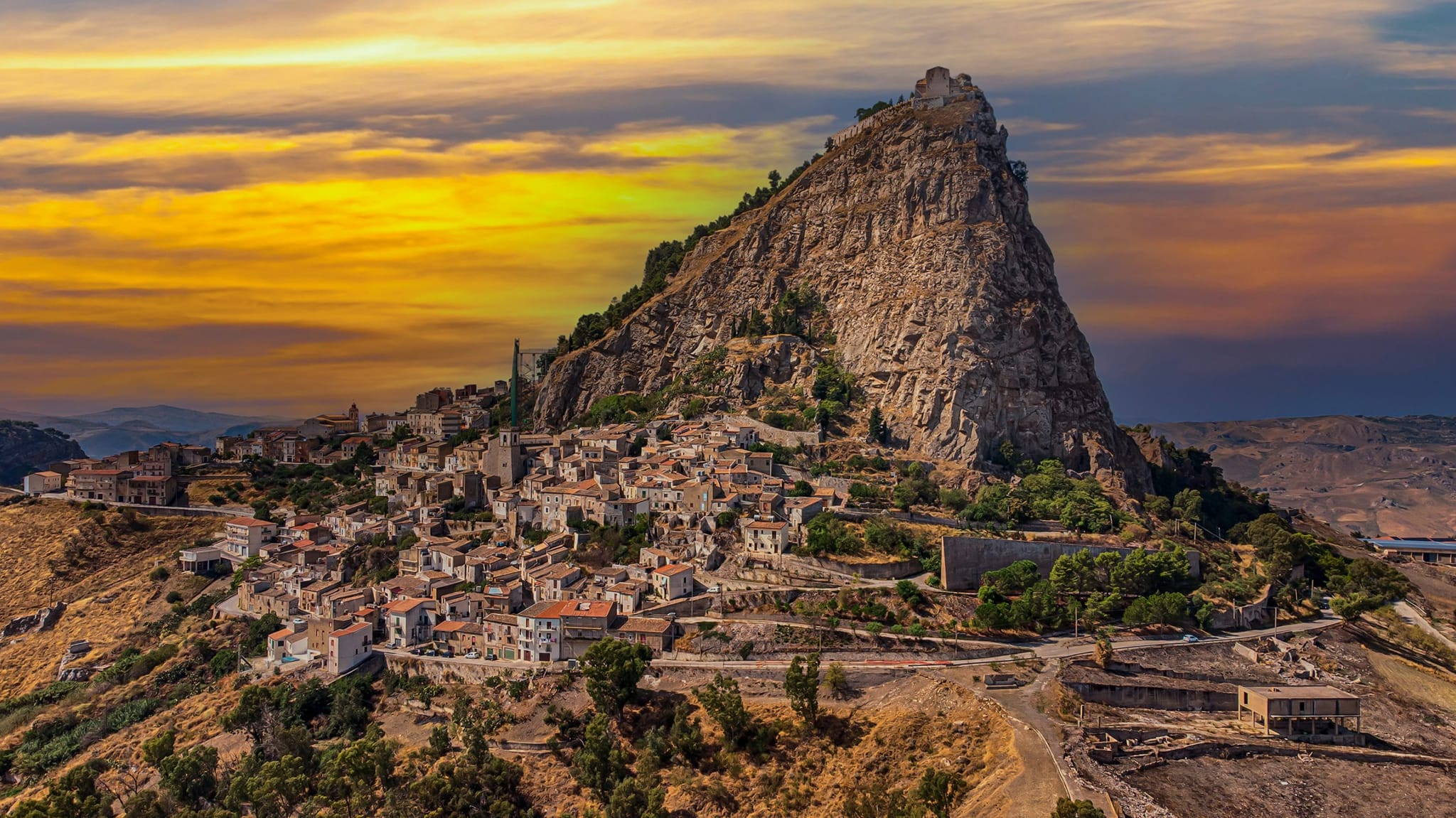
Tramonto a Sutera.

Sutera est un village italien de 1 329 habitants de la province de Caltanissetta, dans la région Sicile.

## Géographie
Sutera se situe à une altitude de 600 m et se trouve à environ 30 km d'Agrigente (avec sa Vallée des Temples), 40 km de Caltanissetta et à environ 100 km de Palerme, la capitale régionale. Le centre urbain, de tracé médiéval, se compose des trois quartiers Rabato, Rabatello et Giardinello et s’enroule de façon harmonieuse et naturelle autour de la montagne de San Paolino (820 m).

## Tourisme
La ville fait partie du circuit des plus Beaux Villages d'Italie et constitue l'un des arrêts de la Magna Via Francigena, un itinéraire ancien qui reliait déjà Palerme à Agrigente au XIe siècle. C'est aussi un pays riche en traditions et de style arabe et normand, il conserve un centre historique d'intérêt. Il convient de noter la Nativité Vivante organisée chaque année dans le district de Rabato. Il existe d'autres événements culturels tels que des expositions, des conférences, des publications de livres.

## Économie
- Agriculture : production d'amandes, d'olives, de blé.
- Élevage : ovins et bovins. Production de fromage et de miel.
- Mine : La mine de soufre San Paolino active de 1902 à 1905 a été fermée en raison du glissement de terrain de la crête de Monte San Paolino dans la nuit du 19 au 20 septembre 1905.

## Administration
| Période                                  | Période | Identité | Étiquette | Qualité |
| ---------------------------------------- | ------- | -------- | --------- | ------- |
|                                          |         |          |           |         |
| Les données manquantes sont à compléter. |         |          |           |         |

## Curiosité

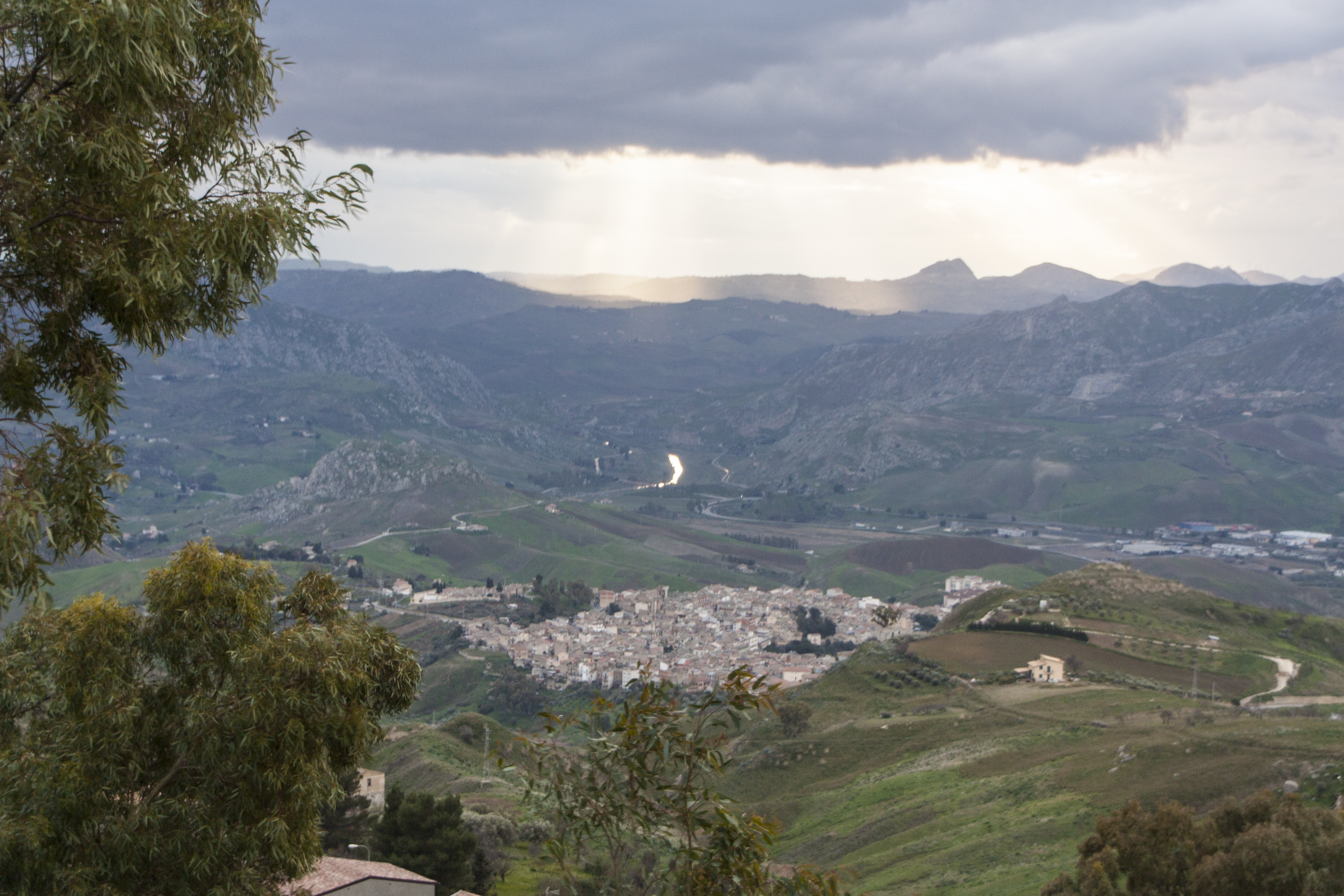
Image de la rivière Platani depuis Sutera

En 1987, le réalisateur américain Michael Cimino tourne dans Sutera une partie de son film Le Sicilien, qui raconte l'histoire du bandit Salvatore Giuliano (joué par Christophe Lambert). En particulier, la Piazza Sant'Agata, la Mairie, la Via Roma et la campagne environnante ont été le théâtre du tournage.

### Communes limitrophes
Acquaviva Platani, Bompensiere, Campofranco, Casteltermini, Milena, Mussomeli.